# In the Heart of the Moon
In the Heart of the Moon è un disco del 2005 del musicista maliano Ali Farka Touré alla chitarra e da Toumani Diabaté alla voce e alla kora. L'album è stato registrato nella sala conferenze "Toit de Bamako" all'ultimo piano dell'Hotel Mandé con vista sul fiume Niger a Bamako, in Mali. È il primo di una serie in tre parti pubblicata su World Circuit Records dal titolo The Hotel Mandé Sessions, seguita da Savane e Boulevard de l'Independence. Il titolo dell'album deriva dal titolo descrittivo più lungo di Touré per la sessione di registrazione; "Un incontro molto importante nel regno nel cuore della luna."
L'album comprende dodici tracce, basate principalmente sulle tradizioni Songhai del nord del Mali e sulle tradizioni Bambara del sud del Mali e della vicina Guinea, che risalgono al periodo immediatamente precedente all'indipendenza. L'album è stato registrato senza prove; entrambi i musicisti affermarono che la musica fluiva in modo naturale e senza sforzo, Touré conosceva da tempo la famiglia e le tradizioni musicali di Diabaté. Nonostante la reciproca ammirazione, in precedenza i musicisti si erano esibiti per un totale di tre ore insieme in quindici anni.
Nel 2006 l'album è stato nominato per l'Album of the Year Award nel BBC Radio 3 Awards per il genere World Music. Nel febbraio dello stesso anno l'album vinse il titolo di "miglior album tradizionale del mondo" al 48 ° Grammy Awards annuale. Diabaté era presente alla cerimonia per accettare il premio per entrambi i musicisti. Farka non è stato in grado di accettare personalmente il premio poiché è morto prima che il premio potesse essergli consegnato dal produttore dell'album, Nick Gold.

## Tracce
1. Debe – 4:55
2. Kala – 5:06
3. Mamadou Boutiquier – 5:04
4. Monsieur le Maire de Niafunké – 3:58
5. Kaira – 6:24
6. Simbo – 4:00
7. Ai Ga Bani – 4:34
8. Soumbou Ya Ya – 3:30
9. Naweye Toro – 4:23
10. Kadi Kadi – 3:21
11. Gomni – 4:17
12. Hawa Dolo – 5:05